# Csong Ujong
Csong Ujong (hangul: 정우영, handzsa: 鄭又榮, RR: Jung Woo-young; Ulszan, 1989. december 14. –) dél-koreai válogatott labdarúgó, jelenleg az el-Halídzs játékosa.

## Pályafutása

### Klubcsapatban
2011-ben a Kyoto Sanga csapatában lett profi játékos, majd innen a Júbilo Iwata csapatának lett a labdarúgója. Ezt követően aláírt a Vissel Kobe együtteséhez, majd kínában a Csungking Lifan csapatánál is megfordult. 2018-ban visszatért a japán Vissel Kobe-hoz. A szezon végén aláírt a katari Asz-Szadd al-Katari csapatához.

### A válogatottban
A dél-koreai U23-as labdarúgó-válogatott tagjaként a 2012-es olimpián részt vett és bronzérmesek lettek. A 2015-ös és a 2017-es kelet-ázsiai labdarúgó-bajnokságon részt vevő győztes válogatottnak a tagja volt. 2018 májusában bekerült a 2018-as labdarúgó-világbajnokságra készülő bő keretbe. Június 2-án a végleges keretbe is bekerült.

## Sikerei, díjai
- Dél-Korea
  - Kelet-ázsiai labdarúgó-bajnokság: 2015, 2017

## Külső hivatkozások
- Csong Ujong profilja a Transfermarkt oldalán (angolul)
- Csong Ujong adatlapja a Soccerway oldalon (angolul)